# Eumáquia

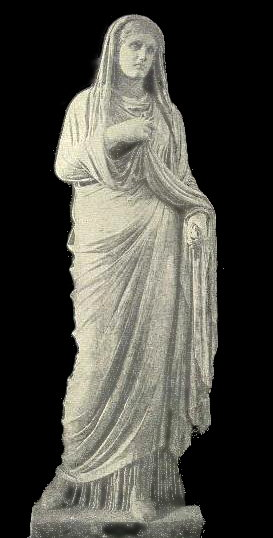
A estátua construída em honra de Eumaquia em Pompéia

Eumaquia (em latim Eumachia) foi uma sacerdotisa publica do culto Imperial em Pompeia durante a meio do 1º século d.C.

## História familiar e importancia
Filha de Lúcio (Eumachius), ela é retratada tendo obtido a sua grande riqueza legitimamente como uma bem sucedida matrona. Ela é importante na história Romana, como um excelente exemplo de como uma mulher romana de  ascendência não imperial poderia se envolver em assuntos públicos. Ela também é vista como uma modelo para o aumento da participação de mulheres na política, ao usar o poder de sacerdotisa para a mobilidade social.